# Ctenophthalmus baueri
Ctenophthalmus baueri är en loppart som beskrevs av Peus 1978. Ctenophthalmus baueri ingår i släktet Ctenophthalmus och familjen mullvadsloppor. Inga underarter finns listade i Catalogue of Life.